# Беотук (язык)
Язык беоту́к, или беоту́кский, был распространён среди индейцев беотук, проживавших на о. Ньюфаундленд. Язык исчез в начале XIX в., и о нём сохранились только немногочисленные записи. В нём имелось несколько слов, отдалённо напоминающих слова соседних алгонкинских языков, однако эти данные не позволяют говорить о родстве с последними. Список Сводеша для беотукского языка (за исключением некоторых терминов родства), а также его фонетика радикально отличаются от аналогичных явлений в алгонкинских языках. В основном имеющиеся сведения о беотукском языке были записаны в начале XIX в. со слов двух взятых в плен молодых женщин, Демасдуит и её племянницы Шанавдитхит (Нэнси Шаванадит).
Существует также аудиозапись беотукского языка, обнаруженная в конце XX в., — это песня, исполненная 75-летней женщиной Санту, которую записал в 1910 г. американский этнограф Фрэнк Спек. Текст песни непонятен, трудно различить даже отдельные слова. Некоторые источники датируют запись 1929 г., однако в пользу даты 1910 г. свидетельствует книга Спека «Беотуки и микмаки». Спек сообщает, что мать Санту была из племени микмаков, а отец, обучивший дочь этой песне, — из племени беотуков. Это может свидетельствовать о том, что и после смерти Нэнси Шаванадит в 1829 году беотукский язык некоторое время оставался в употреблении, так как Санту родилась около 1835 года.